# Capim-andrequicé
O Capim-andrequicé (Leersia hexandra) é um planta herbácea da família das gramíneas, nativa do Brasil, especialmente dos estados do Ceará, Minas Gerais, São Paulo, Paraná e do Mato Grosso. Tal espécie possui folhas lanceoladas e inflorescências em panículas eretas, pubescentes. A forragem é de qualidade regular quando nova, tendo ainda raízes com qualidades diuréticas. Também é conhecido simplesmente pelo nome de andrequicé ou grama-boiadeira, por ser uma vegetação dos terrenos alagados.

## Sinonímia
- Asprella australis (R.Br.) Roem. & Schult.
- Asprella hexandra (Sw.) P.Beauv.
- Asprella hexandra (Sw.) Roem. & Schult.
- Asprella mexicana (Kunth) Roem. & Schult
- Homalocenchrus angustifolius Kuntze
- Homalocenchrus hexandrus (Sw.) Kuntze
- Hygroryza ciliata (Retz.) Nees ex Steud.
- Leersia abyssinica Hochst. ex A.Rich.
- Leersia aegyptiaca Fig. & De Not.
- Leersia angustifolia Munro ex Prod.
- Leersia australis R.Br.
- Leersia capensis Müll.Hal.
- Leersia ciliaris Griff.
- Leersia ciliata (Retz.) Roxb.
- Leersia contracta Nees
- Leersia dubia F.Aresch.
- Leersia elongata Willd. ex Trin.
- Leersia glaberrima Trin.
- Leersia gouinii E.Fourn.
- Leersia gracilis Willd. ex Trin.
- Leersia griffithiana Müll.Stuttg.
- Leersia luzonensis J.Presl
- Leersia mauritiaca Salzm. ex Trin.
- Leersia mexicana Kunth
- Leersia parviflora Desv.
- Oryza australis A.Braun ex Schweinf.
- Oryza hexandra (Sw.) Döll
- Oryza mexicana (Kunth) Döll
- Pharus ciliatus Retz.
- Pseudoryza ciliata (Retz.) Griff.